# Liam Buckley
Liam Buckley (ur. 14 kwietnia 1960 w Dublinie) – irlandzki piłkarz występujący na pozycji napastnika oraz trener.

## Kariera
W 1984 roku zdobył mistrzostwo Irlandii z Shamrock Rovers, a w 1996 roku powtórzył to osiągnięcie z St. Patrick’s Athletic.
W barwach Racingu Santander rozegrał 33 spotkania i zdobył cztery bramki w Primera División. Zadebiutował w tych rozgrywkach 30 sierpnia 1986 w przegranym 0:2 meczu z Barceloną, a 21 września 1986 w wygranym 3:0 pojedynku z CE Sabadell strzelił swojego pierwszego gola w Primera División.
W reprezentacji Irlandii rozegrał dwa spotkania. Zadebiutował 23 maja 1984 w zremisowanym 0:0 towarzyskim meczu przeciwko Polsce, a po raz drugi wystąpił 8 sierpnia 1984 w towarzyskim pojedynku przeciwko Meksykowi (0:0).
Jako trener zdobył z St. Patrick’s Athletic dwa mistrzostwa Irlandii (1999, 2013), Puchar Irlandii (2014) oraz dwa Puchary Ligi Irlandzkiej (2015, 2016). W Pucharze Irlandii triumfował również jako trener Sportingu Fingal w 2009 roku.